# Chrysorithrum fuscum
Chrysorithrum fuscum är en fjärilsart som beskrevs av Butler 1881. Chrysorithrum fuscum ingår i släktet Chrysorithrum och familjen nattflyn. Inga underarter finns listade i Catalogue of Life.